# جنگ ستارگان: قسمت دوم – حمله کلون‌ها
جنگ ستارگان: قسمت دوم – حملهٔ کلون‌ها (انگلیسی: Star Wars: Episode II – Attack of the Clones) فیلمی آمریکایی در ژانر اپرای فضایی حماسی به کارگردانی جرج لوکاس و نویسندگی لوکاس و جاناتان هیلز است که در سال ۲۰۰۲ منتشر شد. این فیلم که دنبالهٔ تهدید شبح (۱۹۹۹) است، پنجمین فیلم در مجموعه‌فیلم‌های جنگ ستارگان به‌شمار می‌رود و به‌ترتیب داستانی دومین قسمت از «حماسهٔ اسکای‌واکر» است. ایوان مک‌گرگور، ناتالی پورتمن، هایدن کریستنسن، ایان مک‌دیارمید، ساموئل ال. جکسون، کریستوفر لی، آنتونی دنیلز، کنی بیکر و فرانک اوز بازیگران فیلم هستند.
داستان فیلم ده سال بعد از تهدید شبح جریان دارد و در همین حال هزاران سامانه سیاره‌ای به آرامی از جمهوری کهکشانی جدا می‌شوند و به کنفدراسیون سامانه‌های مستقل تازه تشکیل‌شده، به رهبری استاد سابق جدای، کنت دوکو می‌پیوندند. در حالی که کهکشان در آستانهٔ جنگ داخلی قرار دارد، اوبی-وان کنوبی یک سوء قصد مرموزانهٔ به سناتور پدمه آمیدالا را بررسی می‌کند که در نهایت او را به کشف یک ارتش کلون در خدمت جمهوری و پی‌بردن به حقیقت پشت جنبش تجزیه‌طلب سوق می‌دهد. در همین حال، شاگرد او آناکین اسکای‌واکر وظیفه محافظت از آمیدالا را بر عهده می‌گیرد و با او یک رابطهٔ پنهانی برقرار می‌کند. مدتی بعد این سه نفر شاهد شروع یک تهدید جدید برای کهکشان هستند: جنگ‌های کلون.
توسعهٔ حملهٔ کلون‌ها در مارس ۲۰۰۰ چند ماه پس از انتشار تهدید شبح آغاز شد. در ژوئن ۲۰۰۰، لوکاس و هیلز پیش‌نویس فیلم‌نامه را تکمیل کردند و مراحل تصویربرداری اصلی پروژه از ژوئن تا سپتامبر ۲۰۰۰ به طول انجامید. پرسنل این پروژه فیلم را ابتدا در فاکس استودیوز استرالیا در سیدنی، استرالیا فیلم‌برداری کردند و سکانس‌های افزوده هم در تونس، اسپانیا و ایتالیا فیلم‌برداری شدند. حملهٔ کلون‌ها یکی از اولین فیلم‌هایی بود که به‌طور کامل بر روی یک سیستم دیجیتال ۲۴ فریم با کیفیت بالا تصویربرداری شد.
حملهٔ کلون‌ها در ۱۶ مهٔ ۲۰۰۲ در ایالات متحده اکران شد. این فیلم نقدهای ضد و نقیضی از سوی منتقدان دریافت کرد، به طوری که برخی از منتقدان آن را به عنوان یک پیشرفت نسبت به نسخه قبلی خود، تهدید شبح و برخی دیگر آن را بدترین قسمت این فرنچایز می‌دانستند. این فیلم به‌دلیل تأکید بیشتر بر صحنه‌های اکشن، جلوه‌های بصری، موسیقی و طراحی لباس مورد تحسین قرار گرفت اما برای فیلم‌نامه، اجرای کریستنسن، صحنه‌های عاشقانه و شخصیت‌های توسعه‌نیافته مورد انتقاد قرار گرفت. این فیلم عملکرد خوبی در گیشه داشت و بیش از ۶۴۵ میلیون دلار در سرتاسر جهان فروش کرد؛ با این حال، این اولین فیلم جنگ ستارگان بود که در سال اکران خود فروش کمی داشت و در نهایت سومین فیلم داخلی و چهارمین فیلم پرفروش در سراسر جهان شد. دنبالهٔ این فیلم با عنوان انتقام سیت در سال ۲۰۰۵ منتشر شد و سه‌گانهٔ پیش‌درآمد جنگ ستارگان را تکمیل کرد. بعد از این سه‌گانۀ دنباله منتشر شد.

## طرح داستان
ده سال بعد از تلاش برای نجات نابو، کهکشان در آستانه جنگ داخلی قرار می‌گیرد. تحت رهبری کنت دوکو، هزاران سیستم خورشیدی تهدید به جدا شدن از جمهوری کهکشانی می‌کنند. آناکین اسکای‌واکر در حالی که استادش اوبی‌وان کنوبی مشغول تحقیقات درباره جدایی طلبهاست، به‌طور مخفیانه وارد ماجرایی عاشقانه با سناتور پادمه آمیدالا می‌شود. در این بین، تحقیقات اوبی‌وان کنوبی منجر به کشف ارتشی مخفیانه از کلون‌ها در سیاره‌ای دور افتاده دور از چشم سنای جمهوری و جدای‌ها می‌شود که از قضا برای جمهوری تربیت شده‌است...